# Двадцять20
Двадцять20  (Twenty20, вимовляється твенті-твенті) — різновид крикетного матчу, в якому кожній команді надається 20 оверів, тобто 120 подач. Гра в «двадцять20» відносно коротка порівняно з іншими різновидами крикетних матчів — триває приблизно три з половиною години.
«Двадцять20» — недавній винахід. Цей варіант гри був запропонований у 2003 для змагань між графствами Великої Британії. Після свого запровадження «двадцять20» швидко здобув популярність у всьому світі. Перші чемпіонати світу були проведені в 2007 та 2009 роках. Чемпіонами стали, відповідно, Індія та Пакистан.

## Команди, що мають право брати участь у міжнародних матчах Twenty20
- Тестові збірні[en]
  -  Національна збірна Австралії з крикету (1971)
  -  Національна збірна Англії з крикету (1971)
  -  Національна збірна Нової Зеландії з крикету (1973)
  -  Національна збірна Пакистану з крикету (1973)
  - Збірна Вест-Індії з крикету (1973 р.)
  -  Збірна Індії з крикету (1974 р.)
  -  Національна збірна Шрі-Ланки з крикету (1975 р.)
  -  Національна збірна Зімбабве з крикету (1983 р.)
  -  Національна збірна Бангладеш з крикету (1986 р.)
  -  Національна збірна ПАР з крикету[1](1991 р.)
- Команди, що мають тимчасовий статус ODI (присуджується на 4 роки)
  -   Збірна Кенії з крикету (1996 р.)
  -   Збірна Канади з крикету (2006 р.)
  -  Збірна Ірландії з крикету (2006 р.)
  -   Збірна Шотландії з крикету (2006 р.)
  -  Збірна Нідерландів з крикету (2006 р.)
  -  Збірна Афганістану з крикету (2009 р.)
- Команди, позбавлені тимчасового статусу ODI
  -  Збірна Бермуд з крикету (2006—2009 рр.)